# Бени Гудман
Бени Гудман (енгл. Benny Goodman), право име Бено Гутман (мађ. Benő Guttman; Чикаго, 30. мај 1909 — Њујорк, 13. јун 1986) је био амерички џез музичар јеврејско-мађарског порекла познатији као „краљ свинга“ (King of Swing) али и као „Патријарх кларинета“ и „Професор“.

## Детињство
Бени Гудман је рођен у Чикагу као син сиромашних јеврејских емиграната из Мађарске. У својим раним годинама постаје добар музичар. Са 10 година први пут узима кларинет у руке. У шеснаестој години на једном наступу имитирао је Теда Луиса а у публици се нашао Бен Полак. Недуго након тога Бени Гудман се придружује оркестру Бена Полака, у то време једном од најбољих оркестара Чикага. Убрзо после тога, Гудманов отац гине у саобраћајној несрећи.

## Каријера
Гудман напушта Њујорк и постаје успешан музичар у периоду између 1920. и 1930. године. Прву плочу снима 1926. године заједно са Полаковим бендом. Пре него што ће основати сопствени бенд, свирао је у бендовима Теда Луиса, Ајшама Џоунса и Реда Николса.
Године 1932. Гудман оснива сопствени бенд а 1934. учествује у аудицији НБЦ-ија за "Let's Dance" радио-програм.
Заједно са Флечером Хендерсоном оснива бенд у којем је Хендерсон писао аранжмане. У бенду су по први пут заједно наступали и бели и црни музичари што је у оно време било непојмљиво. Формирањем овог бенда настаје свинг, нови правац у америчкој музици.

### Концерт у Карнеги холу
Крајем 1937. године, Гудманов продуцент Вин Нејтансон предложио је Гудману и његовом бенду да наступе у Карнеги холу у Њујорку.
Концерт је одржан 18. јануара 1938. године. Седам дана пред концерт, улазнице (2,760 места) су биле распродате упркос тада високој цени од 2,75 америчких долара. Реакција публике је у почетку била прилично млака, што је подсетило бенд на пар ранијих концерата у којима су као гости наступали чланови оркестара Дјук Елингтон и Каунта Бејсија и који такође нису добро прошли. Али, како је концерт одмицао, све се променило. Неке од потоњих нумера су добро примљене, а вокалну деоницу Марте Тилтон у композицији "Лох Ломонд", иако ништа посебно, публика је испратила овацијама и петоструким бисом. Овације публике натерале су Гудмана да се једини пут те вечери обрати публици нагласивши да је бенд, не очекујући толико бисева, остао без материјала, али да ће Марта Тилтон радо отпевати још понеку песму. Успех концерта био је осигуран када је бенд засвирао полетну композицију Синг, Синг, Синг, а незабораван моменат се десио када је Гудман, завршивши своју соло-деоницу, неочекивано „предао штафету“ клавиристи Џесу Стејсију. Критичари се слажу да је соло-деоница Џеса Стејсија на крају композиције „најбоља ствар коју је овај клавириста икад направио“.
По некима, овај концерт је најзначајнији догађај у историји џеза. Сигурно је једино да је после овог концерта широка публика прихватила џез.
Током 1950. године продато је више од милион примерака плоча са снимком овог концерта.

### Наставак каријере
Крајем тридесетих година прошлог века бенд достиже врхунац славе и као биг бенд, и као трио и као квартет и као секстет. Средином четрдесетих популарност бенда опада због неколико разлога: многи од талентовани музичара из бенда били су послати на ратишта (у јеку је био Други светски рат), послови у фабрикама су били боље плаћени а на врхунцу популарности били су соло певачи попут Френка Синатре.
Поред тога, Гудман није запоставио ни класична дела писана за кларинет и често је наступао са другим кларинетистима. Два пута је снимио композицију „Кларинетски квинтет“ Волфганга Амадеуса Моцарта, први пут са Будимпештанским гудачким квартетом а други пут са гудачким квартетом Бостонског симфонијског оркестра. Снимао је и кларинетске концерте Волфганга Амадеуса Моцарта, Карла Марије Вебера и Карла Нилсена.

## Слава
За Гудмана се каже да је оно што је урадио за џез и свинг има исти значај као и рад Елвиса Преслија за рокенрол иако стоји тврдња да је многе Гудманове аранжмане неколико година раније одсвирао Флечер Хендерсон са својим бендом. Бени Гудман је један од најпознатијих музичара 20. века, да није било њега никада не било ни свинга ни ере великих бендова (Big Band Era).

## Занимљивости
Бени Гудман је један од првих белаца који се успротивио расној сегрегацији.
Након Гудманове смрти у библиотеци универзитета Јејл похрањен је највећи део приватне колекције Бенија Гудмана.
Једну од првих плоча са концерта у Карнеги холу пронашла је Гудманова ћерка у клозету.
Гудманове турнеје по Совјетском Савезу и Далеком истоку су биле веома успешне.
Гудманову композицију "Sing, sing, sing" Амерички национални радио прогласио је за једну од 100 најважнијих америчких музичких дела.

## Породица
Био је ожењен са Алисом Хамонд Дакворт, сестром његовог пријатеља Џона Хамонда. У браку су имали две кћерке, Бенџи и Рејчел.
Бени Гудман је преминуо 13. јуна 1986. године у Њујорку у седамдесет седмој години живота. Кларинет је свирао готово до последњег дана.